# Gaia Realini
Gaia Realini (* 19. Juni 2001 in Pescara) ist eine italienische Radrennfahrerin.

## Sportlicher Werdegang
Im Nachwuchsbereich erzielte Realini vor allem im Cyclocross gute Resultate, so wurde sie 2022 italienische U23-Meisterin und war bei Europameisterschaften mehrmals unter den besten Zehn.
Auf der Straße gewann sie 2021 und 2022 jeweils die Bergwertung des Giro della Toscana. Beim Giro Donne war sie in diesen Jahren Elfte und Dreizehnte der Gesamtwertung.
Zur Saison 2023 erhielt sie einen Vertrag bei Trek-Segafredo. In ihrem ersten Rennen für dieses Team, der UAE Tour, wurde sie Zweite der Bergankunft zum Dschabal Hafit, als sie mit ihrer Mannschaftskameradin Elisa Longo Borghini allen anderen davon fuhr und dieser den Sieg überließ. Sie gewann die Nachwuchswertung dieser Rundfahrt. Im Folgemonat gelang ihr bei der Trofeo Oro in Euro der erste internationale Elitesieg. Auf der sechsten Etappe der Vuelta Femenina gelang ihr im Zweiersprint vor Annemiek van Vleuten ihr erster Sieg in einem Rennen der UCI Women’s WorldTour. Sie wurde Gesamtdritte und gewann die Bergwertung dieser Rundfahrt. Anfang 2024 verlängerte sie vorzeitig ihren Vertrag bei der inzwischen Lidl-Trek genannten Mannschaft.

## Erfolge
2021
Bergwertung Giro della Toscana Femminile
2022
 Italienische Cyclocross-Meisterin (U23)
Bergwertung Giro della Toscana Femminile
2023
Nachwuchswertung UAE Tour
Trofeo Oro in Euro
eine Etappe und  Bergwertung La Vuelta Femenina
 Nachwuchswertung Giro d’Italia Donne
eine Etappe Tour de l’Avenir Femmes
2024
Nachwuchswertung Tour de Romandie
 Weltmeisterschaften – Mixed-Staffel